# CTCSS
CTCSS (Continuous Tone-Coded Squelch System) je zvukový kód používaný v radiokomunikaci, který slouží k utlumení nežádoucího šumu a rušení na kanálech vysílačů a přijímačů. CTCSS je také známý jako subtonový kód, a slouží k identifikaci určitého kanálu v radiokomunikaci.

## Princip
CTCSS generuje nízkofrekvenční tón s frekvencí mezi 67 Hz a 254,1 Hz, který je posílán spolu s hlasovým signálem vysílače. Pokud přijímač není naladěn na stejnou CTCSS frekvenci jako vysílač, signál bude ignorován a přijímač nezobrazí žádný příchozí signál nebo šum. Pokud však přijímač používá stejnou CTCSS frekvenci jako vysílač, bude signál přijat a zobrazen na přijímači.
CTCSS je často používán v komerční a soukromé radiokomunikaci, zejména v oblastech s velkým počtem uživatelů, kde je důležité minimalizovat rušení a zajištění kvalitní komunikace.